# Nicola Mei
Nicola Mei (Lucca, 27 ottobre 1985) è un cestista italiano.